# Agente Americano
O Agente Americano (U.S. Agent em inglês) é um personagem das histórias em quadrinhos do Capitão América. Caracteriza-se por utilizar um uniforme bastante semelhante ao herói. Seu nome verdadeiro é John F. Walker. Criado por Mark Gruenwald e Paul Neary, surgiu pela primeira vez na revista "Captain América # 323", novembro de 1986. Nessa época adotava o nome de Super Patriota. Tornou-se o quinto Capitão América, quando Steve Rogers foi forçado a abandonar o Escudo e o uniforme original e se tornou "O Capitão". Rogers reassumiria o Capitão América tempos depois, e Walker adotaria o nome de Agente Americano.
O Agente Americano participa ou participou de vários grupos como os Vingadores da Costa Oeste, Força Tarefa e Novos Invasores (em inglês, New Invaders).

## História
John cresceu idolatrando seu irmão mais velho, que havia sido morto na Guerra do Vietnã. Ele entrou para o serviço militar, mas sentiu que não queria ser um "herói" como seu irmão mais velho era. Walker então se submeteu ao processo Power Broker (Poder Quebrado) para competir na Universal Class Wrestling Federation (Federação Universal da Categoria de Luta Livre). No entanto, seu agente o convenceu de que ele deveria se tornar um herói.
Ele se tornou então o Super-Patriota, argumentando que ele representava os "verdadeiros ideais" da América e começou a difamar publicamente o Capitão América. Três "Fortes Comandos Urbanos", companheiros da Federação, ajudaram-no a encenar ataques e intimidar os outros.
O Capitão América mais tarde abandonou sua identidade, devido à manipulação do Caveira Vermelha sobre a Comissão das Atividades Superhumanas. Walker então assumiu o papel do Capitão América, acalmando suas ideias. O homem que o serviu como Bucky se tornou Battlestar. E os outros dois BUCs tornaram-se Right-Winger e Left-Winger.
Left-Winger e Right-Winger se juntaram ao grupo Watchdogs, e revelaram publicamente o nome de Walker e que ele havia matado seus pais. Walker, depois de matar a maioria dos Watchdogs, conseguiu capturar Left-Winger e Right-Winger, e os amarrou em volta de explosivos prestes a detonar, que os deixaram gravemente queimados e em estado de coma.
Certa vez ele até lutou contra o próprio Capitão América, e chamou a si mesmo de Capitão. Mas Walker foi detido por Rogers. Os dois então confrontaram o Caveira Vermelha, que tinha manipulado a Comissão. À luz destes acontecimentos, Walker foi considerado indigno do título de Capitão América, devido às suas ações.
Walker vestiu um dos membros da Comissão com sua roupa, que morreu, e então retornou como o Agente Americano. Ele serviu nos Vingadores da Costa Oeste e na Força Tarefa. Trabalhando para sua antiga Comissão, ele entrou em conflito com outros heróis. Walker finalmente cortou seus laços com ela quando esta o colocou em um confronto contra o Máquina de Combate e Gavião Arqueiro.
Ele foi contratado por Edwin Cord para liderar o Júri contra os Thunderbolts. Enquanto trabalhava para a STARS, ele tropeçou em um plano de um terrível vilão de transformar a Terra em uma prisão galática.
Walker se juntou ao esquadrão dos novos Invasores atuando como Capitão América; na verdade ele pediu para ser chamado assim. Esses Invasores que conheciam o real Capitão América recusaram seu pedido. Ele afirmou que o mundo de hoje precisa de uma posição mais dura para combater o terrorismo. Juntamente com os Invasores ele confrontou Axis Mundi. Quando o Tocha Humana (Jim Hammond) morreu, a maioria da equipe se desfez.
Walker se favoreceu ao registro super-humano. Ele então foi designado para ir ao Canadá como um oficial de ligação - uma série de vilões poderosos, incluindo o Homem Púrpura, que tentaram escapar do Canadá durante este ato.
Ele foi recrutado sem aviso por uma aparentemente recuperada Feiticeira Escarlate para um novo time dos Mighty Avengers. A Feiticeira Escarlate na verdade era Loki disfarçado.

## Poderes e Habilidades

### Poderes
O Agente Americano possuí vários poderes físicos super humanos como resultado do soro do Poder Quebrado:
Força Sobre-humana: O Agente Americano possuí uma força super-humana e é capaz de erguer até dez toneladas.
Fôlego Sobre-humano: Os músculos do Agente Americano produzem muito menos fadiga do que os músculos de um ser humano comum. Ele pode exercer uma força física extrema durante horas, para então o cansaço começar a prejudicá-lo.
Agilidade Sobre-humana: A agilidade do Agente Americano e sua coordenação corporal são reforçadas à níveis que estão além de limites de um corpo humano comum.
Reflexos Sobre-humanos: O tempo de reação do Agente Americano é reforçado à níveis que estão além de limites de um corpo humano comum.
Durabilidade Sobre-humana: Os tecidos de seu corpo são um pouco mais duros e mais resistentes à lesões comuns. No entanto, ele não é invulnerável e pode ser prejudicado quase como um humano comum. No entanto, ele pode suportar um impacto ou trauma que poderia matar um ser humano comum, apenas sentindo um desconforto.

### Habilidades
O Agente Americano é um excelente combatente militar. Como ele também recebeu treinamento do Taskmaster em combate, ginástica e acrobacias.

### Nível de Força
Classe 10 (super-força), John pode erguer mais de 10 toneladas.

## Parafernália

### Equipamento
Roupa à prova de balas, idêntica à dos Vingadores (tinha).

### Transporte
Motocicleta e vans customizadas, similares às do Capitão América (Steve Rogers); antigamente o Quinjet dos Vingadores. E uma Nave Espacial chamada Black Mariah (Maria Negra).

### Armas
Escudo em Forma de Estrela feito de Vibranium, Convincer, e armas de fogo convencionais. Antigamente um escudo em forma de águia, e um escudo de Vibranium arredondado, escudo de energia e a Torchsword (algo como Espada Tocha).

## Aparências em Outras Mídias
O Agente Americano é um personagem oculto, acessível em alguns jogos da série Marvel vs. Capcom. Lá, ele é basicamente uma troca de paletas do Capitão América.
Em Marvel Ultimate Alliance, o Agente Americano é o terceiro "Skin" para o Capitão América. Outros "skins" como esse existem no jogo como o Máquina de Combate (Homem de Ferro) e o Beta Raio Bill (Thor).
O Universo Cinematográfico Marvel introduziu John Walker, interpretado por Wyatt Russell, em The Falcon and the Winter Soldier, onde ele originalmente é designado para se tornar o novo Capitão América antes de ser expulso por comportamento violento. Após ser injetado com uma versão do soro do super-soldado, adquire poderes e é chamado pela Condessa Valentina para se tornar parte de uma equipe que ela estava reunindo. Walker está marcado para retornar no filme dos Thunderbolts.